# Clarence Gilyard Jr.
Clarence Alfred Gilyard Jr. (Moses Lake, 24 dicembre 1955 – Las Vegas, 28 novembre 2022) è stato un attore statunitense.
È noto in particolare per i ruoli del ranger James Trivette in Walker Texas Ranger e dell'investigatore privato Conrad McMasters in Matlock, e nella sua carriera ha preso parte anche a diverse pellicole.

## Biografia
Clarence Gilyard nasce a Moses Lake nello Stato di Washington, figlio di Clarence Gilyard Sr., un ufficiale della U.S. Air Force. Sin in giovanissima età si dedica allo studio del karate e del taekwondo. Ha anche praticato football al college. Osservante e praticante cattolico, ha dato anche importanti contributi di beneficenza, partecipando a numerosi rodei. Gilyard ha trascorso un anno come cadetto dell'Air Force Academy prima di trasferirsi allo Sterling College. Nel 2003, dopo aver preso una laurea in attività teatrale, è diventato un professore di teatro presso l'università del Bethel College in Nevada. Nel 2013 è diventato il regista della sua prima opera teatrale Il diario di Anna Frank interpretata dagli studenti di cui è mentore.
Esordisce all'inizio degli anni ottanta partecipando dal 1981 al 1982 alla sesta e ultima stagione della serie televisiva CHiPs. Nel 1984 entra a far parte del cast principale della serie televisiva di breve durata The Duck Factory, in cui recita accanto a un giovane Jim Carrey. Da allora e per tutti gli anni ottanta appare in veste di guest star in svariate serie televisive. Nel 1986 esordisce sul grande schermo prendendo parte, in ruoli minori, ai film Top Gun e Karate Kid II - La storia continua.... Nel 1987 ottiene il suo primo ruolo da protagonista nel film Off the Mark. L'anno seguente partecipa al film Trappola di cristallo (1988) nel ruolo di Theo, terrorista e esperto di computer, e nel 1989 è di nuovo protagonista nel film per la televisione Sei solo, agente Vincent.
Dal 1989 al 1993 recita nella serie televisiva Matlock nel ruolo di Conrad McMasters. Lascia la serie per recitare nella celebre serie televisiva Walker Texas Ranger nel ruolo di James Trivette, ruolo che lo consacra al grande pubblico. Terminata la serie televisiva, partecipa a Prima dell'apocalisse e Prima dell'apocalisse 2 - Tribulation Force, nel ruolo del pastore protestante Bruce Barnes. Nel 2002, decide di ritirarsi dalla professione, ma nel 2005 appare in un cameo nel film per la televisione Walker Texas Ranger - Processo infuocato, dando vita per l'ultima volta a James Trivette. Dopo sette anni di pausa recitativa, nel 2012 recita nel cortometraggio Top Gun 2: Back to Traffic School diretto da Jessica Gallegos e partecipa nel ruolo di Ben Foreman al film Little Monsters diretto da David Schmoeller. Nel 2013 partecipa al film From Above recitando accanto a Danny Glover, Ashley Bell e Graham Greene mentre nel 2014 è impegnato nelle riprese di altri quattro film: Una questione di fede, The Track uscito nel 2015 e Rabbit Days e The Sector usciti nel 2016.

## Vita privata
Si è sposato due volte e ha avuto sei figli. Lui e la sua seconda moglie, Elena, si sono sposati nel 2001. È morto il 28 novembre 2022, all'età di 66 anni, per complicazioni dell'epatite di cui soffriva da tempo. A darne la notizia attraverso un comunicato ufficiale è stata l'Università del Nevada a Las Vegas, scuola in cui l'attore aveva insegnato.

## Filmografia

### Cinema
- Top Gun, regia di Tony Scott (1986)
- Karate Kid II - La storia continua... (The Karate Kid, Part II), regia di John G. Avildsen (1986)
- Off the Mark, regia di Bill Berry (1987)
- Trappola di cristallo (Die Hard), regia di John McTiernan (1988)
- Walker Texas Ranger - Riunione mortale (Walker Texas Ranger 3: Deadly Reunion), regia di Michael Preece (1994)
- Prima dell'apocalisse (Left Behind), regia di Vic Sarin (2000)
- Prima dell'apocalisse 2 - Tribulation Force (Left Behind II: Tribulation Force), regia di Bill Corcoran (2002)
- Top Gun 2: Back to Traffic School, regia di Jessica Gallegos – cortometraggio (2012)
- Little Monsters, regia di David Schmoeller (2012)
- Chasing Shakespeare, regia di Norry Niven (2013)
- Una questione di fede (A Matter of Faith), regia di Rich Christiano (2014)
- The Track, regia di Brett Levner (2015)
- Rabbit Days, regia di Cody e Ryan LeBoeuf (2016)
- The Sector, regia di Josh Ridgway (2016)
- The Perfect Race, regia di Dave Christiano (2019)
- DieHard is Back, regia di John Suits – cortometraggio (2020)
- Legacy of a Spy, regia di Andrew Greve – cortometraggio (2021)

### Televisione
- Il mio amico Arnold (Diff'rent Strokes) – serie TV, episodi 4x02 e 4x04 (1981)
- Making the Grade – serie TV, episodio 1x03 (1982)
- CHiPs – serie TV, 20 episodi (1982-1983)
- The Kid with the 200 I.Q., regia di Leslie H. Martinson – film TV (1983)
- Things Are Looking Up, regia di Jeff Bleckner – film TV (1984)
- The Duck Factory – serie TV, 13 episodi (1984)
- Riptide – serie TV, episodio 2x08 (1984)
- Solomon's Universe, regia di Lee H. Katzin – film TV (1985)
- Simon & Simon – serie TV, episodio 6x02 (1986)
- 227 – serie TV, episodio 2x10 (1987)
- L'albero delle mele (The Facts of Life) – serie TV, episodio 9x07 (1987)
- Sei solo, agente Vincent (L.A. Takedown), regia di Michael Mann – film TV (1989)
- Matlock – serie TV, 59 episodi, (1989-1993)
- The Big One: The Great Los Angeles Earthquake, regia di Larry Elikann – film TV (1990)
- Walker Texas Ranger – serie TV, 194 episodi (1993-2001)
- Sons of Thunder – serie TV, episodio 1x02 (1999)
- Walker Texas Ranger - Processo infuocato (Walker, Texas Ranger: Trial by Fire), regia di Aaron Norris – film TV (2005)
- artScene – serie TV, 19 episodi (2013)
- Christmas on the Coast, regia di Gary Wheeler – film TV (2017)
- Eleanor's Bench, regia di Stephan Schultze – film TV (2020)

## Doppiatori italiani
Nelle versioni in italiano delle opere in cui ha recitato, Clarence Gilyard è stato doppiato da:
- Andrea Ward in Walker Texas Ranger e in Walker Texas Ranger - Processo infuocato
- Gianni Bersanetti in Walker Texas Ranger - Riunione mortale
- Claudio Fattoretto in Top Gun
- Angelo Maggi in Trappola di cristallo
- Edoardo Nevola in Karate Kid II - La storia continua...
- Francesco Pannofino in Matlock (st. 4-7)